# Michele Antonio Varano
Michele Antonio Varano (Centrache, 13 luglio 1951) è un mafioso italiano, appartenente alla 'Ndrangheta.
Dall'11 aprile 2000 era ricercato anche in campo internazionale per contrabbando di sigarette e associazione di tipo mafioso e faceva parte dell'elenco dei latitanti più pericolosi d'Italia.

## Biografia
Varano è stato arrestato il 12 maggio 2009, a Gandria (Svizzera), ma rilasciato l'8 luglio 2009 e a causa di motivi non ancora manifestatisi è stato rimosso dalla lista l'11 giugno 2013. Era tra le dieci persone accusate di riciclaggio di oltre di 1 miliardo di dollari in sigarette di contrabbando dai primi anni novanta fino al 2001, secondo l'ufficio svizzero del Procuratore Federale. 
Secondo le indagini giudiziarie italiane l'organizzazione di Varano ha illegalmente trasportato sigarette tra Italia e il Montenegro con motoscafi, poi con le autorità montenegrine raccoglieva soldi per le licenze esclusive e le tasse di transito. Secondo i pubblici ministeri italiani, l'organizzazione di Varano ha ricevuto la protezione del primo ministro montenegrino Milo Djukanovic. 
Le sigarette di contrabbando sono state conservate in Montenegro, prima di essere contrabbandate in Italia per poi essere vendute sul mercato nero della Campania e della Puglia. I clienti italiani hanno ricevuto più di 2 miliardi di pacchetti di sigarette nel corso degli anni ed i proventi sono stati canalizzati su conti bancari svizzeri dai corrieri finanziari. 
Varano è stato assolto nel processo svizzero per il riciclaggio di denaro e il contrabbando di sigarette contro la cosiddetta "connessione Montenegro" davanti al Tribunale penale federale di Bellinzona nel luglio 2009. Nel maggio 2010 è stato condannato a un anno di prigione per il compimento di una carta d'identità falsa. 
Il 2 dicembre 2014 si è costituito presso la Guardia di Finanza di Genova ed è stato tradotto nel carcere Marassi in attesa di essere interrogato dalle autorità giudiziarie.